# تیموتئو ویتی
تیموتئو ویتی (۱۴۶۹–۱۵۲۳) یا Timoteo della Viti یا Timoteo da Urbino یک نقاش ایتالیایی رنسانسی بود. وی از نزدیکان رافائل نقاش بوده و رافائل ۱۴ سال شاگرد وی بود.

## زندگی
ویتی در اوربینو به دنیا آمد و نوه آنتونیو آلبرتی نقاش بود. پدر ویتی هم نقاش بود. او یک هنرمند، نقاش و موسیقیدان بود و در شهر اوربینو فعالیت سیاسی هم می‌کرد. وی در سال ۱۵۲۳ در اوربینو در گذشت.

## پروژه مکتب آتن
در حدود سال ۱۵۱۴ ویتی به عضویت گروهِ هنرمندانی در آمد که به وسیلهٔ رافائل برای کار بر روی فرسکوی مکتب آتن در کلیسای سانتا ماریا دلا در رم گرد هم آمده بودند.